# ريتشارد تايلور جاكوب
ريتشارد تايلور جاكوب (بالإنجليزية: Richard Taylor Jacob)‏ هو محامي وسياسي أمريكي، ولد في 13 مارس 1825 في مقاطعة أولدهام في الولايات المتحدة، وتوفي في 13 سبتمبر 1903. حزبياً، نشط في الحزب الجمهوري والحزب الديمقراطي.